# Saprolochus tridentatus
Saprolochus tridentatus är en skalbaggsart som beskrevs av Paul E.Skelley 2007. Saprolochus tridentatus ingår i släktet Saprolochus och familjen Aphodiidae. Inga underarter finns listade i Catalogue of Life.